# Helicopsyche piroa
Helicopsyche piroa là một loài Trichoptera trong họ Helicopsychidae. Chúng phân bố ở miền Tân bắc.